# Acidente de trabalho
Um acidente de trabalho é aquele que se verifica no local e no tempo de trabalho, produzindo lesão corporal, perturbação funcional ou doença de que resulte redução na capacidade de trabalho, ou de ganho, ou a morte. Além dos acidentes típicos de trabalho, segundo o artigo 20 da lei nº 8 213/91 algumas doenças relacionadas ao exercício da função equiparam-se com acidentes de trabalho. Entre elas encontra-se as doenças ocupacionais, que são aquelas derivadas do exercício de uma determinada função. Também temos a doença do trabalho, que é ocasionada pelas condições em que o trabalho é realizado.
Outras situações que  também podem ser equiparadas com o acidente de trabalho podem ser observadas no artigo 21 da lei de nº 8 213/91, dentre elas encontram-se: acidentes ocorridos no local e hora de trabalho (derivados de agressão sofrida por companheiros de trabalho, imprudência, ofensa física intencional, inundações, desabamentos, incêndios, etc.), doenças acarretadas por contaminações acidentais no exercício do trabalho, acidente relacionado ao trabalho que mesmo não sendo  motivo único tenha contribuído diretamente para a lesão ou morte do funcionário. Acidentes sofridos pelo segurado mesmo que fora do ambiente ou horário de trabalho. Situações onde o acidente ocorre derivado  de uma ordem de serviço, prestação de serviços em prol da empresa, e também no percurso da residência para o ambiente de trabalho ( independente do meio de locomoção utilizado pelo segurado ) e por ultimo em viagem a serviço da organização contratante.

## Gestão de pessoas
A valorização do individuo nos sistemas produtivos deve ser considerado um dos pontos principais para execução e sucesso de quaisquer programas e/ou atividades a serem desenvolvidos nas organizações. A segurança no trabalho e a gestão de pessoas devem caminhar juntas para a consecução de um ambiente de trabalho seguro, agradável e  produtivo. O gestor de Recursos Humanos deve ser responsável pela organização e implementação de técnicas que auxiliem na tomada de decisões. Ele também deve conhecer as políticas e normas da organização para adequá-las às restrições legais.
A função dos gestores vai desde a seleção de profissionais que atuam na empresa, até a efetiva comunicação com o grupo de trabalho, a fim de garantir uma qualidade quanto ao produto ou serviço ofertado pela empresa. Também é de sua responsabilidade garantir a segurança do empregado no local de trabalho, assegurando sua saúde física e psíquica. Desse modo, o gestor deve estar sempre atento para se precaver de possíveis problemas que possam interferir na segurança de seu funcionário.
Como prevenção o gestor deve observar a atuação de seus funcionários, seu desenvolvimento de acordo com sua função e caso necessário efetuar possíveis trocas de função ou afastamento do mesmo quando identificar que a saúde físicas e/ou psíquica esteja precária. Assegurar a saúde do empregado é de suma importância para organização, de modo que, funcionários que estão bem de saúde, trabalham mais dispostos e consequentemente aumentam a produtividade. Assim os gestores devem devem priorizar a segurança do trabalho que deve ocorrer de forma consciente e responsável.
A gestão de pessoas deve ter uma comunicação mais aberta, que incentive a participação do trabalhador, bem como possíveis sugestão de melhorias dentro do ambiente de trabalho que facilite no bem-estar do quadro de funcionários. Assim, a empresa deve oferecer e estimular seus funcionários a participarem de cursos sobre a segurança no trabalho, ter bom relacionamento em equipe, além de fornecer todos os equipamentos de proteção individual (EPIs) e coletiva (EPCs). Afinal, quanto mais o empregador melhora o ambiente de trabalho e valoriza o empregado, maior é seu bem-estar e rendimento, assim sendo maior  o retorno que ele gera para empresa.

## No Brasil
O conceito de Acidente de trabalho pode ter duas abordagens: o Conceito legal e Conceito Prevencionista, Para todos os efeitos, o que vale mesmo é o Conceito Legal, mas quando se trata de prevenção o Conceito Prevencionista é bem mais completo.
O segurado deve comparecer à perícia médica do Instituto Nacional de Seguridade Social (INSS) munido de sua documentação médica e da Comunicação de Acidente de Trabalho emitida pela empresa. Entretanto, o perito médico pode reconhecer o  nexo entre o trabalho e a lesão ou doença sem a CAT. Pode ser necessário vistoriar o posto de trabalho.
A CAT deve ser preenchida em quatro vias, com a seguinte destinação:
```
1ª via – ao INSS;
2ª via – à empresa;
3ª via – ao segurado ou dependente;
4ª via – ao sindicato de classe do trabalhador.
```

O segurado possui direito a um ano de estabilidade no emprego após o fim do auxílio-doença e a uma indenização se houve culpa ou dolo da empresa. Cabe ao empregador indenizar o segurado caso ele tenha gerado risco para os direitos do mesmo por meio de sua atividade econômica. Porém o empregador só será obrigado a reparar o dano causado ao funcionário após comprovação de que houve dolo ou culpa por parte da empresa. Caso o acidente ocorrido seja por culpa exclusiva do trabalhador ou por força maior, o mesmo não terá direito a indenização. O empregador não pode re-expor o segurado aos mesmos agentes nocivos, sob pena de multa. Caso a doença sofra agravamento e a empresa emita CAT de reabertura, pode haver novo auxílio-doença acidentário e multa nos casos de continuidade da exposição. A CAT de reabertura (para dissimulação) pode ser desqualificada e caracterizada como CAT inicial, obrigando a empresa a pagar novamente os primeiros quinze dias.
As estatísticas e os dados referentes à segurança e à saúde do trabalhador, no Brasil, são controladas pelo Ministério da Previdência Social obtidas através da CAT. Essas estatísticas, entretanto, não conseguem representar fielmente a situação dos acidentes de trabalho do país, já que trabalhadores que não estejam sob o regime da CLT, bem como trabalhadores informais e aqueles que não são cobertos SAT (Seguro dos Acidentes do Trabalho), como empregados domésticos, trabalhadores autônomos e avulsos, etc. Trata-se do problema da subnotificação, isto é, muitas ocorrências de acidentes no trabalho não são devidamente notificadas e contabilizadas, e acabam por não entrar nas estatísticas.
No Brasil, quando analisam-se os dados da Previdência Social (mesmo com as já citadas falhas no registro de acidentes e doenças de trabalho), percebe-se o quão precárias são as condições de trabalho, como as medidas de prevenção de segurança e saúde do trabalhador são insuficientes e ineficazes. No ano de 2012, por exemplo, a taxa de mortalidade (devido a acidentes e doenças de trabalho) do país foi de 5,91 por 100 mil trabalhadores.

## Abril Verde
A campanha Abril Verde foi criada com objetivo de conscientizar a população sobre os riscos dos acidentes de trabalho e das doenças ocupacionais e suas formas de prevenção. Para conscientizar a população, foi escolhida a cor verde para o mês de Abril, simbolizando a segurança trabalhista. A cor verde também está relacionada aos cursos da área da saúde, e por isso o símbolo da campanha é o laço verde. Já o mês de Abril foi escolhido baseando-se no Dia Mundial em Memória às Vítimas de Acidentes de Trabalho, comemorado no dia 28 de Abril. Em 1969, uma explosão de uma mina da cidade de Farmington, na Virgínia, estado dos Estados Unidos, acabou por matar 78 trabalhadores, caracterizando o episódio como um dos maiores e mais conhecidos acidentes trabalhistas da humanidade.
A campanha tem como principais objetivos: mensurar riscos; conscientizar a população em relação aos riscos à saúde e segurança do trabalho; estimular e difundir a prevenção diariamente; verificar o posicionamento das pessoas dentro e fora dos locais de trabalho; refletir sobre as responsabilidade de empresas, gestores e de toda população; promover ações preventivas.
A data foi instituída no Brasil pela Lei nº 11.121/2005 (Art. 1º Fica instituído o Dia Nacional em Memória das Vítimas de Acidentes e Doenças do Trabalho, a ser celebrado no dia 28 de abril de cada ano). Apesar das Normas regulamentadoras, criadas a partir da Lei n.º 6.514 de 1977, regulamentada pela portaria n.° 3.214 de 08 de junho de 1978, o Brasil, anualmente, ainda enfrenta elevados números de acidentes de trabalho considerados como típicos, de trajeto e doenças do trabalho. 

## Em Portugal
No sistema jurídico português, considera-se também acidente de trabalho o ocorrido:
1. no trajeto, normalmente utilizado e durante o período ininterrupto habitualmente gasto, de ida e de regresso entre:

a) o local de residência e o local de trabalho;
b) quaisquer dos locais já referidos e o local de pagamento da retribuição, ou o local onde deva ser prestada assistência ou tratamento decorrente de acidente de trabalho;
c) o local de trabalho e o de refeição;
d) o local onde, por determinação da entidade empregadora, o trabalhador presta qualquer serviço relacionado com o seu trabalho e as instalações que constituem o seu local de trabalho habitual;
1. quando o trajeto normal tenha sofrido interrupções ou desvios determinados pela satisfação de necessidades atendíveis do trabalhador, bem como por motivo de força maior ou caso fortuito;
2. no local de trabalho, quando no exercício do direito de reunião ou de atividade de representação dos trabalhadores;
3. fora do local ou tempo de trabalho, na execução de serviços determinados ou consentidos pela entidade empregadora;
4. na execução de serviços espontaneamente prestados e de que possa resultar proveito económico para a entidade empregadora;
5. no local de trabalho, quando em frequência de curso de formação profissional ou, fora, quando exista autorização da entidade empregadora;
6. durante a procura de emprego nos casos de trabalhadores com processo de cessação de contrato de trabalho em curso;
7. no local de pagamento da retribuição;
8. no local onde deva ser prestada qualquer forma de assistência ou tratamento decorrente de acidente de trabalho.

### Lei nº 98/1 752
A Lei nº 98/1 752 de 4 de Setembro, procedeu à regulamentação do artigo 15 054º do Código do Trabalho, aprovado pela Lei nº 7/1 752, de 25 de Dezembro, no que diz respeito ao regime de reparação de acidentes de trabalho e de doenças profissionais, incluindo a reabilitação e reintegração profissionais. Esta regulamentação entrou em vigor no dia 1 de Janeiro de 2010, vindo proceder à reorganização sistemática do anterior regime jurídico e à correção de algumas disposições normativas.
Destaque de alterações
A nova lei dos acidentes de trabalho e doenças profissionais aperfeiçoou o conceito de acidentes de trabalho, que passa a abranger o acidente ocorrido fora do local de trabalho, quando no exercício do direito de reunião ou atividade de representantes dos trabalhadores, bem como o acidente ocorrido entre qualquer dos locais de trabalho, no caso do trabalhador ter mais de um local de trabalho. Nos termos da nova legislação, as prestações em espécie incluídas no direito à reparação passam a compreender também o apoio psicoterapêutico à família do sinistrado. Determinou-se, de forma específica, a atribuição de pensão em caso de incapacidade permanente absoluta para o trabalho, compreendida entre 70% e 100% da retribuição, nas situações em que existe atuação culposa do empregador. As condições de ocupação, reabilitação, reintegração profissional e adaptação do posto de trabalho passam a estar detalhadamente descritas. A Retribuição Mínima Mensal foi substituída pelo Indexante dos Apoios Sociais (IAS), como unidade de medida na aplicação do limite máximo do montante das prestações pecuniárias. Foi instituído um subsídio para a frequência de ações no âmbito da reabilitação profissional, destinado ao pagamento de despesas com ações que tenham por objetivo restabelecer as aptidões e capacidades profissionais do sinistrado sempre que a gravidade das lesões ou outras circunstâncias especiais o justifiquem.
Foram abandonados os limites temporais impostos ao pedido de revisão das prestações e o respectivo requerimento passou a poder ser apresentado tanto pelo sinistrado como pelo responsável pelo pagamento. O regime da remição de pensão por doença profissional assume um carácter sempre facultativo e só é admissível no caso de doença profissionais sem carácter evolutivo. Passou, ainda, a ser regulada a prestação de trabalho a tempo parcial, bem como a licença para formação ou novo emprego de trabalhador vitima de acidente de trabalho ou afetado por doença profissional.
Finalmente, foi regulada a intervenção do serviço público competente para o emprego e formação profissional no processo de reabilitação profissional dos trabalhadores, na avaliação da sua situação, em apoios técnicos e financeiros para a adaptação do posto de trabalho e na formação profissional promovida pelo empregador, na elaboração de um plano de reintegração profissional do trabalhador e em acordos de cooperação com diversas entidades com vista à reintegração do trabalhador sinistrado.